# Heliconius cephallenia
Heliconius cephallenia är en fjärilsart som beskrevs av Felder 1865. Heliconius cephallenia ingår i släktet Heliconius och familjen praktfjärilar. Inga underarter finns listade i Catalogue of Life.